# 81P/Wild
81P/Wild 2, komet Jupiterove obitelji.